# 八字桥遗址
八字桥遗址是中国浙江省宁波市境内的一座新石器时代遗址。遗址位于江北区慈城镇妙山八字村西侧，发现于1976年3月，发掘出陶片、木桩、石器、稻谷、红烧土、兽骨等遗物，其时代大致相当于河姆渡文化第一、二层。1981年，八字桥遗址被列入宁波市文物保护单位。